# The Gap of Dunloe
Pour plus de détails, voir Fiche technique et Distribution.
The Gap of Dunloe  est un film muet américain, réalisé par Sidney Olcott pour Sid Films avec Valentine Grant, son épouse, comme vedette, sorti aux États-Unis en 1915.

## Fiche technique
- Titre : The Gap of Dunloe
- Réalisation : Sidney Olcott
- Scénario : Sidney Olcott
- Photographie :
- Montage :
- Producteur :
- Société de production : Sid Films (Sidney Olcott Players)
- Société de distribution :
- Pays d'origine :  États-Unis
- Langue : film muet avec les intertitres en anglais
- Format : Noir et blanc — 35 mm — 1,33:1 — Muet
- Genre : Film dramatique
- Métrage : 900 mètres
- Durée : 30 minutes
- Date de sortie :
  - États-Unis : janvier 1915

## Distribution
- Valentine Grant
- Pat O'Malley

## À noter
- Le film a été tourné en Irlande, dans les décors somptueux du célèbre Gap of Dunloe, un col entre les Macgillycuddy's Reeks et les Purple Mountains à l'ouest de Killarney, dans le comté de Kerry.